# De Maaskant
De Maaskant is een voormalig waterschap dat verantwoordelijk was voor de waterhuishouding langs de Maas in de provincie Noord-Brabant.
Het waterschap is ontstaan in 1921 en had voornaamste taak de normalisatie van de Maas uit te voeren en uiteindelijk de Beerse Overlaat te sluiten. Deze zwakke plek in de dijk diende al sinds de veertiende eeuw als gecontroleerde overstort na langdurige regenval in de Ardennen. Dit gebeurde rond 1900 enkele malen per jaar en zorgde voor veel overlast in de lager gelegen gebieden. De overstroming van de Maas in 1926 die ontstond na een dijkdoorbraak bij Overasselt was de druppel die de emmer deed overlopen: Cornelis Lely werd aangesteld om een plan te maken waarmee de Maas verder kon worden verbeterd. Dit plan omvatte onder meer het afsnijden van enkele bochten, het verdiepen van de Maas en het aanleggen van een stuw bij Lithoijen. Door de verlegging van de rivier kwamen enkele Gelderse plaatsen in Noord-Brabant te liggen, en omgekeerd. In 1942 was het werk zo ver gevorderd dat de Beerse Overlaat eindelijk kon worden gesloten.
De eerste voorzitter van De Maaskant was jhr. mr. A.F.O. van Sasse van Ysselt. Het nog steeds bestaande gemaal Van Sasse uit 1929 is naar hem genoemd.
In 1996 werden De Maas- en Diezepolders aan De Maaskant toegevoegd. Het schap fuseerde in 2004 met De Aa tot het waterschap Aa en Maas.